# Mendoncia combretoides
Mendoncia combretoides là một loài thực vật có hoa trong họ Ô rô. Loài này được (A. Chev.) Benoist mô tả khoa học đầu tiên năm 1943.